# NZH Tramlijn Leiden-Noordwijk aan Zee
De NZH (officieel NZHTM, later NZHVM) Tramlijn Leiden-Noordwijk aan Zee was een normaalsporige streektramlijn in Zuid-Holland. De opening was op 15 juni 1912. Eerst waren de trams crème-kleurig. Vanaf 1924 reden er blauwe trams, net als op de andere NZH-lijnen. Deze bijnaam is nog steeds een begrip. 
In de loop der jaren werd de lijn steeds meer een sneltramlijn, in tegenstelling tot de Katwijkse tak. Vanwege veel vrije baan, veel dubbelspoor en het tracé door de polders had de lijn een geheel ander karakter dan de Katwijkse tak. Bij de verbouwing van het stoomtram-spoor werden enkele reconstructies uitgevoerd, en kwam er veel dubbelspoor. Ook na de electrificatie waren er nog verleggingen of plannen daartoe. Er werd niet meer schuin langs hotel Huis ter Duin tot op de boulevard te Noordwijk aan Zee gereden, wegens zandoverlast. Het eindpunt was bij het Pickeplein. Tussen station Leiden en posthof maakten de HTM -trams naar Wassenaar-Den Haag gebruik van dezelfde rails. De bovenleiding spanning was 1200 volt. In Noordwijk was er deels enkelspoor door smalle straten. Maar ook het dubbelspoor was soms zo krap dat er een maximumsnelheid van 5,5 km/u gold. Te Rijnsburg reed de tram uit Noordwijk tegen het verkeer in en was er tot 1951 een verbindingsspoor door de Oegstgeester weg, dat diende voor de dienst weg&werken van de NZH. Waarschuwingslichten(rode knipperlichten) waren zeldzaam; daarom werd de fluit veel gebruikt.

## Materieel
Van 1912 tot 1925 reden de trams serie A/B 100 op deze lijn. Na 1925 ook de serie A/B 400 en 500, en na 1949 serie 600 met bijwagens. 
De Noordwijkse lijn was zeer geschikt voor proefritten van trams die in werkplaats Rijnsburg waren gereviseerd. Ook met de Haarlemse, later Leidse stadstrams serie 300 werd proef gereden op deze lijn.

## Dienstregeling
Er was ieder half uur een rechtstreekse tram Leiden-Noordwijk aan zee voorzien, en ook andersom. Aangezien de lijn Leiden-Katwijk ook om de 30 minuten reed, was er tussen Leiden en Rijnsburg ongeveer een kwartierdienst. De rijtijd naar Noordwijk aan Zee bedroeg 26 minuten,  en de afstand was 11,5 km. In de zomer reden sommige trams uit Noordwijk door naar Den Haag via Leiden en Voorschoten.

## Haltes
Leiden:
- Station

Oegstgeest:
- Café van Rooy
- splitsing

Rijnsburg:
- splitsing
- Brouwersstraat
- Hooghe Krocht

Noordwijk: 
- Jan Zwanenburg
- Achterweg
- Zwarteweg
- Beeklaan
- Noordwijk Binnen Dorp (wisselplaats)
- Molenstraat
- Nieuwe Zeeweg
- Hoofdstraat
- Tramstation

## Opheffing
De lijn werd gesloten op 8 oktober 1960.  Het traject Leiden-Rijnsburg remise bleef nog 13 maanden in stand voor remise-ritten zonder passagiers. 

## Herinneringen
Op straat zijn er geen herinneringen te vinden. Van de serie 100, 300 en 400 is een exemplaar bewaard gebleven. De A106 en A327 hebben als standplaats Den Haag en rijden af en toe. De B412 staat in het NZH-Vervoermuseum te Haarlem. 